# Рубен Діаш
Рубен Діаш (порт. Rúben Dias, нар. 14 травня 1997, Амадора) — португальський футболіст, захисник клубу «Манчестер Сіті» і збірної Португалії.

## Клубна кар'єра
Народився 14 травня 1997 року в місті Амадора. Вихованець юнацької команди футбольного клубу «Ештрела» з рідного міста.
2008 року перейшов до академії лісабонської «Бенфіки», а 2015 року дебютував у дорослому футболі виступами за другу команду столичного клубу у Сегунді.
2017 року почав активно залучатися до складу головної команди «Бенфіки».

## Виступи за збірні
2013 року дебютував у складі юнацької збірної Португалії, взяв участь у 44 іграх на юнацькому рівні, відзначившись 3 забитими голами.
З 2016 року залучається до складу молодіжної збірної Португалії. На молодіжному рівні зіграв у 10 офіційних матчах.
У травні 2018 року гравця, що не провів жодної офіційної гри у національній збірній Португалії, було включено до її заявки на фінальну частину тогорічного чемпіонату світу.
| Дата       | Місто      | Господарі   | Результат | Гості       | Турнір                                    | Голи | Примітки |
| ---------- | ---------- | ----------- | --------- | ----------- | ----------------------------------------- | ---- | -------- |
| 28-5-2018  | Брага      | Португалія  | 2 – 2     | Туніс       | товариський матч                          | -    |          |
| 6-9-2018   | Лісабон    | Португалія  | 1 – 1     | Хорватія    | товариський матч                          | -    |          |
| 10-9-2018  | Лісабон    | Португалія  | 1 – 0     | Італія      | Ліга націй УЄФА 2018—2019 - груповий етап | -    |          |
| 11-10-2018 | Хожув      | Польща      | 2 – 3     | Португалія  | Ліга націй УЄФА 2018—2019 - груповий етап | -    |          |
| 14-10-2018 | Лондон     | Шотландія   | 1 – 3     | Португалія  | товариський матч                          | -    | 57'      |
| 17-11-2018 | Мілан      | Італія      | 0 – 0     | Португалія  | Ліга націй УЄФА 2018—2019 - груповий етап | -    |          |
| 20-11-2018 | Гімарайнш  | Португалія  | 1 – 1     | Польща      | Ліга націй УЄФА 2018—2019 - груповий етап | -    |          |
| 22-3-2019  | Лісабон    | Португалія  | 0 – 0     | Україна     | Відбір до ЧЄ 2020                         | -    |          |
| 25-3-2019  | Лісабон    | Португалія  | 1 – 1     | Сербія      | Відбір до ЧЄ 2020                         | -    |          |
| 5-6-2019   | Порту      | Португалія  | 3 – 1     | Швейцарія   | Ліга націй УЄФА 2018—2019 - півфінал      | -    |          |
| 9-6-2019   | Порту      | Португалія  | 1 – 0     | Нідерланди  | Ліга націй УЄФА 2018—2019 - фінал         | -    |          |
| 7-9-2019   | Белград    | Сербія      | 2 – 4     | Португалія  | Відбір до ЧЄ 2020                         | -    | 40'      |
| 10-9-2019  | Вільнюс    | Литва       | 1 – 5     | Португалія  | Відбір до ЧЄ 2020                         | -    |          |
| 11-10-2019 | Лісабон    | Португалія  | 3 – 0     | Люксембург  | Відбір до ЧЄ 2020                         | -    |          |
| 14-10-2019 | Київ       | Україна     | 2 – 1     | Португалія  | Відбір до ЧЄ 2020                         | -    | 64'      |
| 14-11-2019 | Фару       | Португалія  | 6 – 0     | Литва       | Відбір до ЧЄ 2020                         | -    |          |
| 17-11-2019 | Люксембург | Люксембург  | 0 – 2     | Португалія  | Відбір до ЧЄ 2020                         | -    |          |
| 5-9-2020   | Порту      | Португалія  | 4 – 1     | Хорватія    | Ліга націй УЄФА 2020—2021 - груповий етап | -    |          |
| 8-9-2020   | Стокгольм  | Швеція      | 0 – 2     | Португалія  | Ліга націй УЄФА 2020—2021 - груповий етап | -    |          |
| 7-10-2020  | Лісабон    | Португалія  | 0 – 0     | Іспанія     | товариський матч                          | -    | 46'      |
| 11-10-2020 | Сен-Дені   | Франція     | 0 – 0     | Португалія  | Ліга націй УЄФА 2020—2021 - груповий етап | -    | 2'       |
| 14-10-2020 | Лісабон    | Португалія  | 3 – 0     | Швеція      | Ліга націй УЄФА 2020—2021 - груповий етап | -    |          |
| 14-11-2020 | Лісабон    | Португалія  | 0 – 1     | Франція     | Ліга націй УЄФА 2020—2021 - груповий етап | -    |          |
| 17-11-2020 | Спліт      | Хорватія    | 2 – 3     | Португалія  | Ліга націй УЄФА 2020—2021 - груповий етап | 2    |          |
| 24-3-2021  | Турин      | Португалія  | 1 – 0     | Азербайджан | Відбір до ЧС 2022                         | -    |          |
| 27-3-2021  | Белград    | Сербія      | 2 – 2     | Португалія  | Відбір до ЧС 2022                         | -    |          |
| 30-3-2021  | Люксембург | Люксембург  | 1 – 3     | Португалія  | Відбір до ЧС 2022                         | -    | 70'      |
| 9-6-2021   | Лісабон    | Португалія  | 4 – 0     | Ізраїль     | товариський матч                          | -    | 62'      |
| 15-6-2021  | Будапешт   | Угорщина    | 0 – 3     | Португалія  | ЧЄ 2020 - груповий етап                   | -    | 38'      |
| 19-6-2021  | Мюнхен     | Португалія  | 2 – 4     | Німеччина   | ЧЄ 2020 - груповий етап                   | -    |          |
| 23-6-2021  | Будапешт   | Португалія  | 2 – 2     | Франція     | ЧЄ 2020 - груповий етап                   | -    |          |
| 27-6-2021  | Севілья    | Бельгія     | 1 – 0     | Португалія  | ЧЄ 2020 - 1/8 фіналу                      | -    |          |
| 1-9-2021   | Фару       | Португалія  | 2 – 1     | Ірландія    | Відбір до ЧС 2022                         | -    |          |
| 4-9-2021   | Дебрецен   | Катар       | 1 – 3     | Португалія  | товариський матч                          | -    | 68'      |
| 7-9-2021   | Баку       | Азербайджан | 0 – 3     | Португалія  | Відбір до ЧС 2022                         | -    |          |
| 12-10-2021 | Фару       | Португалія  | 5 – 0     | Люксембург  | Відбір до ЧС 2022                         | -    |          |
| 14-11-2021 | Лісабон    | Португалія  | 1 – 2     | Сербія      | Відбір до ЧС 2022                         | -    |          |
| 24-9-2022  | Прага      | Чехія       | 0 – 4     | Португалія  | Ліга націй УЄФА 2022—2023 - груповий етап | -    |          |
| 27-9-2022  | Брага      | Португалія  | 0 – 1     | Іспанія     | Ліга націй УЄФА 2022—2023 - груповий етап | -    |          |
| 17-11-2022 | Лісабон    | Португалія  | 4 – 0     | Нігерія     | товариський матч                          | -    | 46'      |
| 24-11-2022 | Доха       | Португалія  | 3 – 2     | Гана        | ЧС 2022 - груповий етап                   | -    |          |
| 28-11-2022 | Лусаїл     | Португалія  | 2 – 0     | Уругвай     | ЧС 2022 - груповий етап                   | -    | 89'      |
| 6-12-2022  | Лусаїл     | Португалія  | 6 – 1     | Швейцарія   | ЧС 2022 - 1/8 фіналу                      | -    |          |
| 10-12-2022 | Доха       | Марокко     | 1 – 0     | Португалія  | ЧС 2022 - чвертьфінал                     | -    |          |
| 23-3-2023  | Лісабон    | Португалія  | 4 – 0     | Ліхтенштейн | Відбір до ЧЄ 2024                         | -    |          |
| 26-3-2023  | Люксембург | Люксембург  | 0 – 6     | Португалія  | Відбір до ЧЄ 2024                         | -    |          |
| Усього     |            | Матчів      | 46        |             | Голів                                     | 2    |          |

## Титули і досягнення
- Чемпіон Португалії (1):

«Бенфіка»: 2018-19
- Володар Суперкубка Португалії (1):

«Бенфіка»: 2019
- Володар Кубка Ліги (1):

«Манчестер Сіті»: 2020-21
- Чемпіон Англії (4):

«Манчестер Сіті»: 2020-21, 2021-22, 2022-23, 2023-24
- Володар Кубка Англії (1):

«Манчестер Сіті»: 2022-23
- Переможець Ліги чемпіонів УЄФА (1):

«Манчестер Сіті»: 2022-23
- Володар Суперкубка УЄФА (1):

«Манчестер Сіті»: 2023
- Переможець Клубного чемпіонату світу (1):

«Манчестер Сіті»: 2023
- Володар Суперкубка Англії (1):

«Манчестер Сіті»: 2024
Збірні
- Переможець Ліги націй УЄФА: 2018-19, 2024-25